# Branč (powiat Nitra)
Branč – wieś i gmina (obec) w powiecie Nitra, w kraju nitrzańskim na Słowacji. Znajduje się na Nizinie Naddunajskiej, na prawym brzegu rzeki Nitra. 